# 1757 az irodalomban
Az 1757. év az irodalomban.

## Megjelent új művek

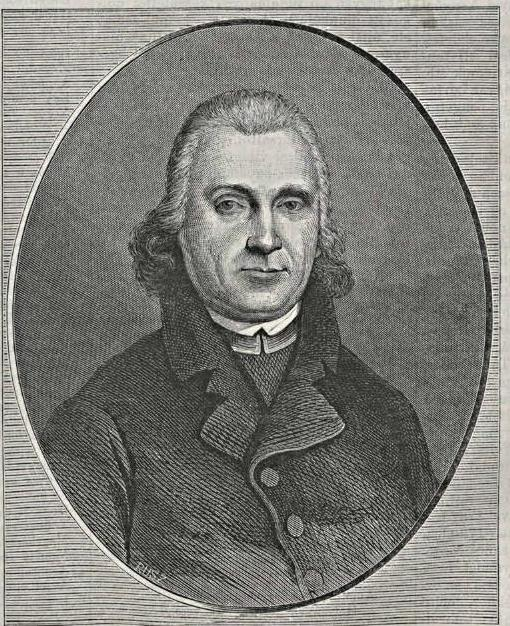
Verseghy Ferenc

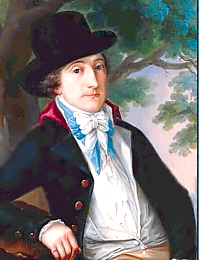
Wojciech Bogusławski

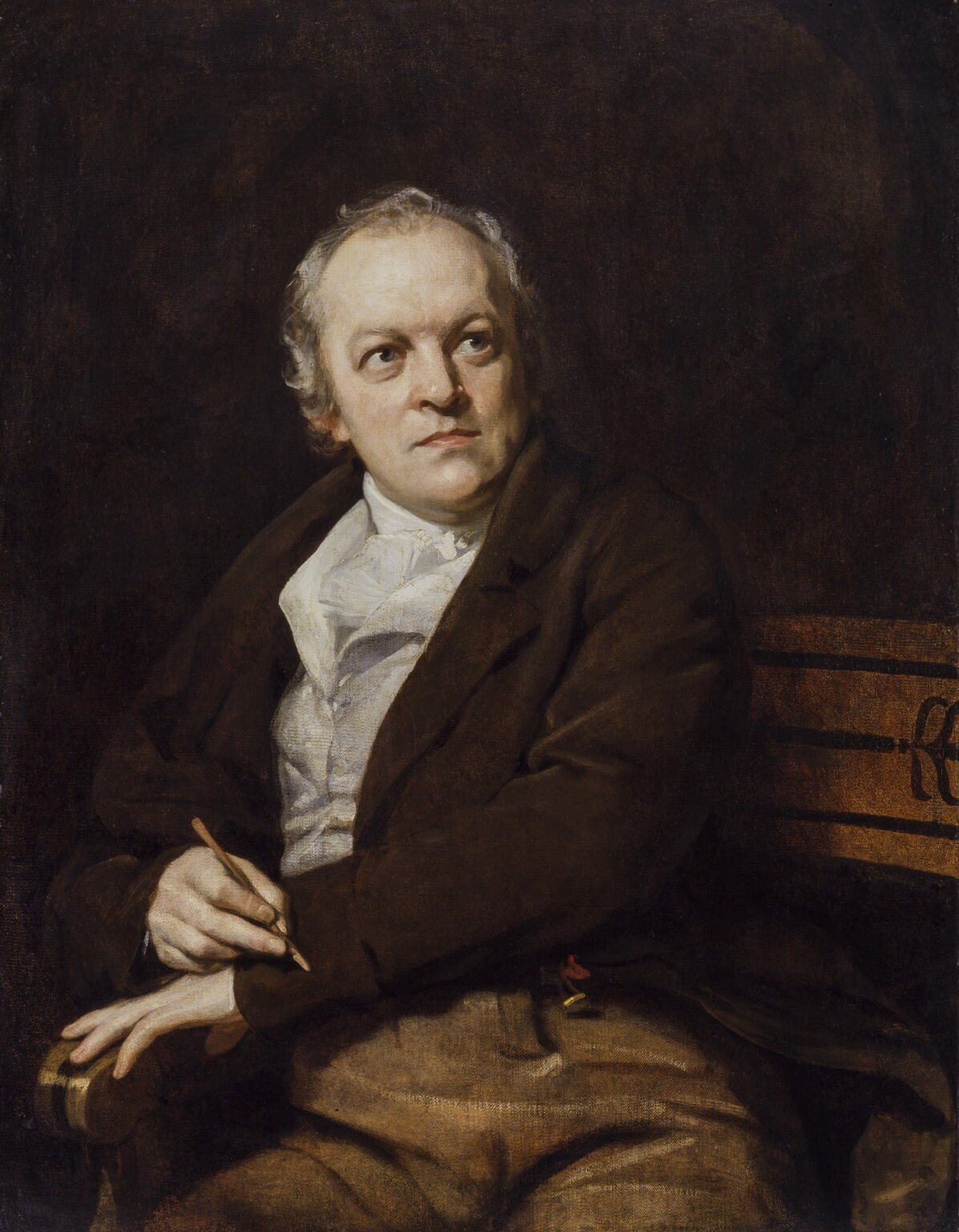
William Blake

- Thomas Gray angol költő ódáinak gyűjteménye: Odes.
- Saverio Bettinelli olasz jezsuita író poétikai értekezése: Lettere di Virgilio agli Arcadi di Roma (Vergilius levelei az arkászokhoz).
- Edmund Burke ír politikus, filozófus értekezése: A Philosophical Enquiry into the Origin of Our Ideas of the Sublime and Beautiful (A fenségesre és a szépre vonatkozó eszméink eredetének filozófiai vizsgálata).[1]
- Bod Péter: Szent Heortokrátes avagy a' keresztyének között elő-forduló innepeknek és a rendes kalendáriómban fel-jegyeztetett szenteknek rövid historiájok, melly a szava bé-vehető hiteles irókból egybeszedegettetett és magyarra fordíttatott egy bujdosó magyar által.

### Dráma
- Denis Diderot szentimentális színpadi műve: Le Fils naturel ou Les épreuves de la vertu (A törvénytelen fiú vagy az erény próbája). Diderot ezzel a művel megteremti a polgári dráma (régi nevén középfajú színmű) műfaját.[2]

## Születések
- április 3. – Verseghy Ferenc magyar költő, polihisztor, műfordító, irodalomszervező, nyelvész, zeneszerző († 1822)
- április 9. – Wojciech Bogusławski lengyel színész, színházigazgató, drámaíró, műfordító, a „lengyel színház atyja” († 1829)
- november 28. – William Blake angol költő, festő, grafikus († 1827)

## Halálozások
- január 9. – Bernard Le Bouyer de Fontenelle francia író, tudós (* 1657)